# میشل برنیه
میشل برنیه (فرانسوی: Michèle Bernier‎؛ زادهٔ ۲ اوت ۱۹۵۶) هنرپیشه، نویسنده، کارگردان فیلم اهل فرانسه است.
از فیلم‌ها یا برنامه‌های تلویزیونی که وی در آن نقش داشته‌است می‌توان به مرد و سگش اشاره کرد.